# Очаківське (Вознесенський район)
Оча́ківське —  село в Україні, у Прибужанівській сільській громаді Вознесенського району Миколаївської області. Населення становить 102 осіб. До 2016 року орган місцевого самоврядування — Новосілківська сільська рада.